# Psi Centauri
Psi Centauri (ψ Cen, ψ Centauri) é uma estrela na constelação de Centaurus. Possui uma magnitude aparente de 4,05, sendo visível a olho nu em áreas sem poluição luminosa excessiva. De acordo com medições de paralaxe, está a uma distância de aproximadamente 247 anos-luz (76 parsecs) da Terra.
Psi Centauri é uma estrela binária eclipsante de tipo espectral A0IV, com uma diminuição de magnitude de 0,28 durante o eclipse primário e 0,16 durante o secundário. A órbita das estrelas tem um período de 38,81 dias e uma alta excentricidade de 0,55. O componente primário é uma estrela de classe espectral B9 com uma temperatura efetiva de 10 450 K. Possui uma massa de 3,11 vezes a massa solar, raio de 3,63 raios solares e luminosidade equivalente a 141 vezes a solar. Inicialmente considerada uma possível variável pulsante, estudos adicionais não acharam evidências de pulsações e mostraram que o movimento orbital das estrelas explica todas as variações observadas no espectro. A estrela secundária é mais fria, com temperatura efetiva de 8 800 K (correspondendo a uma classe espectral de A2), e consideravelmente menor, com massa de 1,91 massas solares, raio de 1,81 raios solares e luminosidade 18 vezes superior à solar.
Psi Centauri emite excesso de radiação infravermelha, o que indica a presença de um disco de detritos no sistema. Esse disco possui raio orbital de 64 UA (separação angular de 0,85 segundos de arco) e suas emissões correspondem a uma temperatura de 120 K. Sua massa é de 9,5×10−3 massas terrestres.
O terceiro lançamento dos dados da sonda Gaia lista uma estrela que possui paralaxe e movimento próprio similares aos de Psi Centauri, indicando que pode ser uma companheira física. Essa estrela tem uma magnitude G igual a 12,5 e está separada de Psi Centauri por 57,4 segundos de arco.